# Sweet Kitty Bellairs (film, 1916)

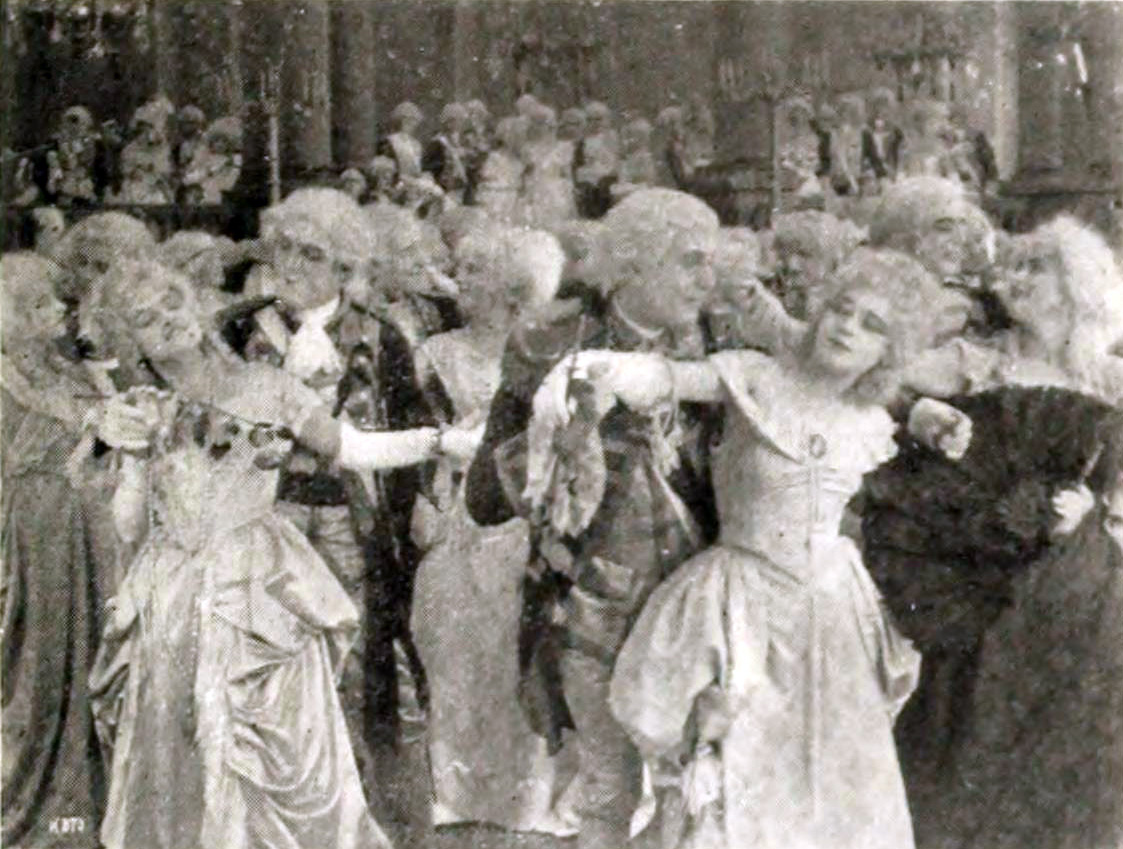
Sweet Kitty Bellairs (1916)

Pour le film de même nom fait par Albert E. Green et sorti en 1930, voir Sweet Kitty Bellairs.
Sweet Kitty Bellairs est un film muet américain réalisé par James Young, sorti en 1916.

## Fiche technique
- Titre : Sweet Kitty Bellairs
- Réalisation : James Young
- Scénario : James Young d'après le livre d'Egerton Castle et la pièce de David Belasco
- Photographie : Paul P. Perry
- Pays de production :  États-Unis
- Format : Noir et blanc — 35 mm — 1,37:1 — Son : Muet
- Genre : Comédie romantique
- Durée : 50 minutes
- Date de sortie : 
  - États-Unis : 21 mai 1916

## Distribution
- Mae Murray : Kitty Bellairs
- Tom Forman : Lord Varney
- Joseph King : Sir Jasper
- Robert Gray : Capt. O'Hara
- Belle Bennett : Lady Julia
- Lucille Lavarney : Lady Maria
- James Neill : Col. Villiers